# Пониква (село)
Вижте пояснителната страница за други значения на Пониква.
Пониква, срещано още като Поникова, е село, намирало се между днешните села Ваклиново, Осина и Любча. Селото е съществувало до XVI век в едноименната местност край Барутинската река, която носи същото име.
Пониква се споменава за първи път като мезра в състава на нахията Калоян, в съкратен регистър на тимари и зиамети от 1444 година. В мезрата са записани 2 немюсюлмански домакинства с приход от 100 акчета. Селото се споменава и в подробен регистър на тимари, хасове, мюлкове и вакъфи от 1464 – 1465 година, като османският писар е записал за Пониква: „Мезра Пониква. Неверниците се изселили и отишли в село Кочан, където е предаден и нейния приход. Сега мястото е пусто.“ В подробен регистър на тимари и хасове от 1478 – 1479 година Пониква се споменава ведно с Кочан, Жижево, Ваклиново и Црънча.
Пониква се споменава за последно като отделно селище, попадащо в зиамет, в съкратен регистър на тимари, зиамети и хасове от 1519 година с 1 мюсюлманско домакинство, а немюсюлманите са 28 домакинства, 2 неженени и 1 вдовица с общ приход от 1784 акчета.